# Titanogomphodon
Titanogomphodon — вимерлий рід діадемодонтидових цинодонтів із середньотріасової формації Омінгонде в Намібії. Він відомий з одного часткового черепа, який був описаний у 1973 році з формації Омінгонде. Тип і єдиний вид — Titanogomphhodon crassus. Приблизно на 40 сантиметрів череп Titanogomphhodon був значно більшим, ніж у його найближчого родича, Diademodon (відомі сотні черепів Diademodon, і жоден не перевищує 29 сантиметрів у довжину). Його зуби схожі на зуби іншої групи цинодонтів під назвою Traversodontidae, але ця подібність, ймовірно, є результатом конвергентної еволюції. Окрім більшого розміру, титаногомфодон відрізняється від діадемодону наявністю кісткового виступу на заочноямковій перегородці позаду очниці.

## Дієта
Як і діадемодон, титаногомфодон, ймовірно, був рослиноїдним.

## Інші знахідки
Ізольована верхня щелепа діадемодонтида, описана у формації Фремув в Антарктиді в 1995 році, була припущена, що потенційно належить до титаногомфодону на основі її великих розмірів. Однак, оскільки єдиною відомою скам'янілістю титаногомфодону є нижня щелепа, обидва зразки не можна з упевненістю віднести до одного таксону. У 2021 році зразок був віднесений до нового виду тріраходонтід Impidens hancoxi, який досяг ще більшого розміру, ніж Titanogomphhodon.